# 菲利克斯·魏德瓦爾德
菲利克斯·魏德瓦爾德（德語：Felix Wiedwald，1990年3月15日—）是一位德國足球運動員，現效力於德乙球隊桑德豪森。他在球場上司職守門員。

## 職業生涯
魏德瓦爾德出身於雲達不萊梅青訓系統。2011年夏天，他轉會至德乙球隊杜伊斯堡。
2011年11月18日，他在3–0戰勝布倫瑞克的比賽中，首次代表杜伊斯堡出賽。
在2013–14賽季，魏德瓦爾德轉會至法蘭克福，成為凱文·特拉普的替補。2013年12月12日，他在歐洲聯賽對陣希臘人競技的比賽中，首次代表法蘭克福上陣。但是他在2014年2月2日才終於迎來聯賽首秀。他在對陣拜仁慕尼黑的比賽中，替換下受傷的特拉普。
2015年5月26日，文達不來梅宣布魏德瓦爾德將在下個賽季回歸，作為球隊正選門將沃爾夫的競爭者。但由於沃爾夫傷病纏身，魏德瓦爾德自此成為雲達不萊梅的正選門將。

## 外部連結
- fussballdaten.de：菲利克斯·魏德瓦爾德之統計數據 （德文）
- transfermarkt.de：菲利克斯·魏德瓦爾德 （页面存档备份，存于）之統計數據 （德文）